# Vlag van Groot-Polen

Vlag van Groot-Polen (ratio 5:11)

De vlag van Groot-Polen toont de traditionele witte, met goud gedecoreerde adelaar van Groot-Polen op een rode achtergrond, met een wit uiteinde. De adelaar is afgeleid van het persoonlijke zegel van de 13e-eeuwse koning Przemysł II.
De vlag heeft een aparte vorm, aangezien de bovenkant langer is dan de onderkant: de bovenkant van het witte vlak is dubbel zo lang als die van de onderkant. De hoogte-breedteverhouding is 5:11 en het rode vlak is vierkant.
De vlag is officieel aangenomen op 31 januari 2000.